# La terra si tinse di rosso
La terra si tinse di rosso (Lolly-Madonna XXX) è un film del 1973 diretto da Richard C. Sarafian.

## Trama
Laban Feather, discendente dai Cherokee, ha ereditato dagli avi una terra che le difficoltà economiche non gli hanno permesso di mantenere. Infatti, Pap Gutshall, un soldato di carriera a riposo, stabilitosi in una proprietà limitrofa, ha comperato all'asta il terreno. I Feather, una famiglia composta dai maschi Hawk, Trush, Skylar, Finch e Zack, sono in rotta con la patriarcale famiglia Gutshall e tentano in ogni modo di contrastare l'uso del terreno legalmente acquistato. I Gutshall, stanchi delle lotte, decidono di vendicarsi passando ad un'azione più decisa, ed i Feather intervengono catturando Ronnie Gill, un'orfana giunta casualmente e scambiata per una persona della famiglia avversaria. Da quel momento, mentre Zack fa amicizia con la prigioniera, tra le due famiglie scoppia furibonda la guerra. Agiscono per i primi Gutshall che rubano i maiali della avversari e distruggono la loro distilleria clandestina. Reagiscono i Feather con un agguato in cui uccidono Elizabeth, la moglie di Pap. Nell'assalto finale, molti dei cadetti Feather e Gutshall rimangono uccisi; mentre il vecchio Laban impazzisce.